# Out Of Sight (動畫)
《Out Of Sight》，官方中文名稱為《敲敲》，並簡稱為OOS，英文標題意思為視線之外，是由臺灣藝術大學多媒體動畫藝術學系的三位95級畢業生，一起製作的畢業專題動畫短片作品，以清淡水彩的童話故事書畫風（形似於宮崎駿的動畫電影），描述著一位小女孩，走入內心世界的奇幻旅程；於2010年7月31日上傳至Youtube影音網站，片長5分28秒，因感人的故事內容，獲得網友好評。

## 故事
一位小女孩牽著她的黃色小狗，在人行道上散步，卻不幸遭到搶劫；小狗為了幫助主人將包包給搶回來，此時還搞不清楚狀況的小女孩，被迫和自己的小狗分開了一陣子，此時失去引導的小女孩，靠著自己的摸索穿過了籬笆牆的破洞，到了一個未知的世界，展開一場奇幻旅程。

## 登場角色[1]

### 主要角色
- Chico

本作的女主角，留著橘色短髮、戴著白色小帽子、穿著淡綠色連身裙、白色鞋子的小女孩；患有視覺障礙，需靠著身旁的黃色小狗，來引導路線。
- Gogo

本作小女孩的導盲犬，毛色是黃色，背上有深色大斑點，形似柯基犬，但有臘腸狗的長鼻子和耳朵，可由片中小女孩的台詞聽到，對牠的稱呼是Gogo（推測是由狗狗一詞發音取來的名子）。
- 搶匪

搶奪小女孩身上紅色小包包的年輕男子，之後卻遭到小狗的追趕。

### 其他角色
- 麵包店女子

拿著麵包袋從麵包店裡走出去的女子，從小女孩旁邊經過。
- 花女

一位路人女子，透過小女孩的嗅覺，聞到了香味，在小女孩的世界是一朵有香味的花。
- 煙男

一位路人男子，穿著西裝大衣，叼著煙斗的中年男子；透過小女孩的嗅覺，聞到了煙味、透過小女孩的聽覺，隨著煙男的腳步聲，被引導到了小巷子。
- 貓

巷子裡一隻黃色小貓，似乎對小女孩不感到害怕。

## 製作人員[3]
- 導演：虞雅婷[4]
- 分鏡腳本：虞雅婷(Evaty)、葉亞璇(Kynoght)、鍾鈴(BOSS)
- 動畫：虞雅婷、鍾鈴
- 背景上色：葉亞璇
- 後製：虞雅婷、葉亞璇
- 音樂：潘柏勳
- 配音：Chico（陳婉榕、陸柏丞）、Gogo（徐大雄、妞妞）
- 指導老師：石昌杰、陳建宏

## 外部連結
- Out of Sight 短片觀賞（页面存档备份，存于）
- Out of Sight 官方網站
- 用心体味 创造视线之外的奇幻魔力——访《Out of Sight》创作团队
- 自由時報電子報：日本點閱率第1　台藝大學生動畫當紅[永久]